# وحید خان
وحید خان (انگلیسی: Wahid Khan) یک بازیگر، موسیقی‌دان و نوازنده اهل هند بود.
از فیلم‌ها یا برنامه‌های تلویزیونی که وی در آن نقش داشته‌است می‌توان به اتاق موسیقی اشاره کرد.